# Puurs
Puurs (AFI:pyːrs/) fa parte del comune belga Puurs-Sint-Amands nelle Fiandre, Provincia di Anversa.

## Suddivisioni
Il comune è costituito dai seguenti distretti:
- Puurs
- Breendonk
- Liezele
- Ruisbroek

## Amministrazione

### Gemellaggi
- Dębica in Polonia